# Auguste Czartoryski
Pour les autres membres de la famille, voir Famille Czartoryski.
Auguste Czartoryski (12 août 1858 - 8 avril 1893) est un prince polonais né en France, devenu prêtre salésien de Don Bosco, béatifié par le pape Jean-Paul II. Il est fêté le 8 avril.

## Jeunesse
Fils aîné du prince Władysław Czartoryski et petit-fils d'Adam Jerzy Czartoryski, Auguste naît le 12 août 1858 à Paris à l'hôtel Lambert dans l'Île Saint-Louis où sa famille a émigré pour raisons politiques depuis trente ans. Son père dirige depuis l'étranger une importante action diplomatique auprès des autres Polonais et des instances européennes pour restaurer l'unité de son pays.
Auguste perd sa mère, atteinte de tuberculose, alors qu'il a six ans. Son père se remarie en 1872 avec la princesse Marguerite d'Orléans, fille du duc de Nemours et petite-fille du roi des Français, Louis-Philippe Ier.
Le prince Władysław s'occupe de son éducation en lui donnant comme précepteur Joseph Kalinowski de 1874 à 1877, lequel a une grande influence sur lui, lui faisant connaître les œuvres de Louis de Gonzague et de Stanislas Kostka, qui sont déterminantes pour sa future vocation. Après l'entrée de Joseph Kalinowski chez les Carmes, c'est le père Stanislas Kubowicz qui devient à son tour précepteur du jeune prince qui fréquente aussi le lycée Charlemagne.
Auguste comprend très vite qu'il n'est pas fait pour la vie de cour et pour assumer les tâches mondaines et politiques que son père souhaite pour lui. Il refuse plusieurs mariages qui lui sont proposés, pressentant que ce n'est pas là le destin qui l'attend.

## Vocation
C'est lors d'une messe célébrée par Don Bosco en l'hôtel Lambert, demeure de la famille Czartoryski, qu'Auguste, à 25 ans, fait la connaissance du fondateur des Salésiens. Il prend alors clairement conscience de sa vocation religieuse et sacerdotale. Il va plusieurs fois à Turin rencontrer Don Bosco afin de profiter de ses conseils spirituels.
Auguste, contre l'avis de son père qui veut voir son aîné prendre la suite de ses actions, souhaite alors vivement rejoindre les Salésiens, mais Don Bosco lui-même est réticent. Le jeune homme fait alors directement appel au pape Léon XIII qui le reçoit, l'interroge et lui dit : « Dites à don Bosco que le Pape désire qu’il vous accepte parmi les salésiens ». Jean Bosco l'accepte alors dans l'Ordre.

## Engagement religieux et sacerdoce
Auguste arrive en Italie fin juin 1887, où, pendant son noviciat, il vit d'une façon pauvre et difficile à laquelle il n'est pas préparé, miné par la tuberculose, résistant aux tentatives réitérées de sa famille qui veut à tout prix le faire revenir sur sa décision.
Lors de ses études au lycée salésien de Valsalice (it), il fait la connaissance du vénérable André Beltrami. Ils se lient d'une profonde amitié et lorsque la tuberculose d'Auguste s'aggrave, les supérieurs demandent à André de l'aider et de le soigner.
Le 24 novembre 1887, Don Bosco reçoit ses vœux dans la basilique de Marie Auxiliatrice, avant de mourir, deux mois plus tard.
Auguste est envoyé sur la côte ligurienne, plus favorable à son état de santé, et commence ses études de théologie pour devenir prêtre. Sa famille, inquiète de l'aggravation de sa maladie tente par l'intermédiaire du cardinal Parocchi de lui faire quitter la vie salésienne, sans succès : « C’est en pleine liberté que j’ai voulu émettre les vœux, et je l’ai fait avec grande joie. Vivant dans la Congrégation, j’éprouve depuis ce jour une grande paix d’esprit et je remercie Dieu de m’avoir fait connaître la Société salésienne et de m’avoir appelé à y vivre ».
Il est ordonné prêtre le 2 avril 1892, à San Remo par Tomaso Reggio, évêque de Vintimille. Mais il ne put assurer son ministère qu'une seule année ; il mourut le 8 avril 1893 de la tuberculose à Alassio, sur la côte Ligure.

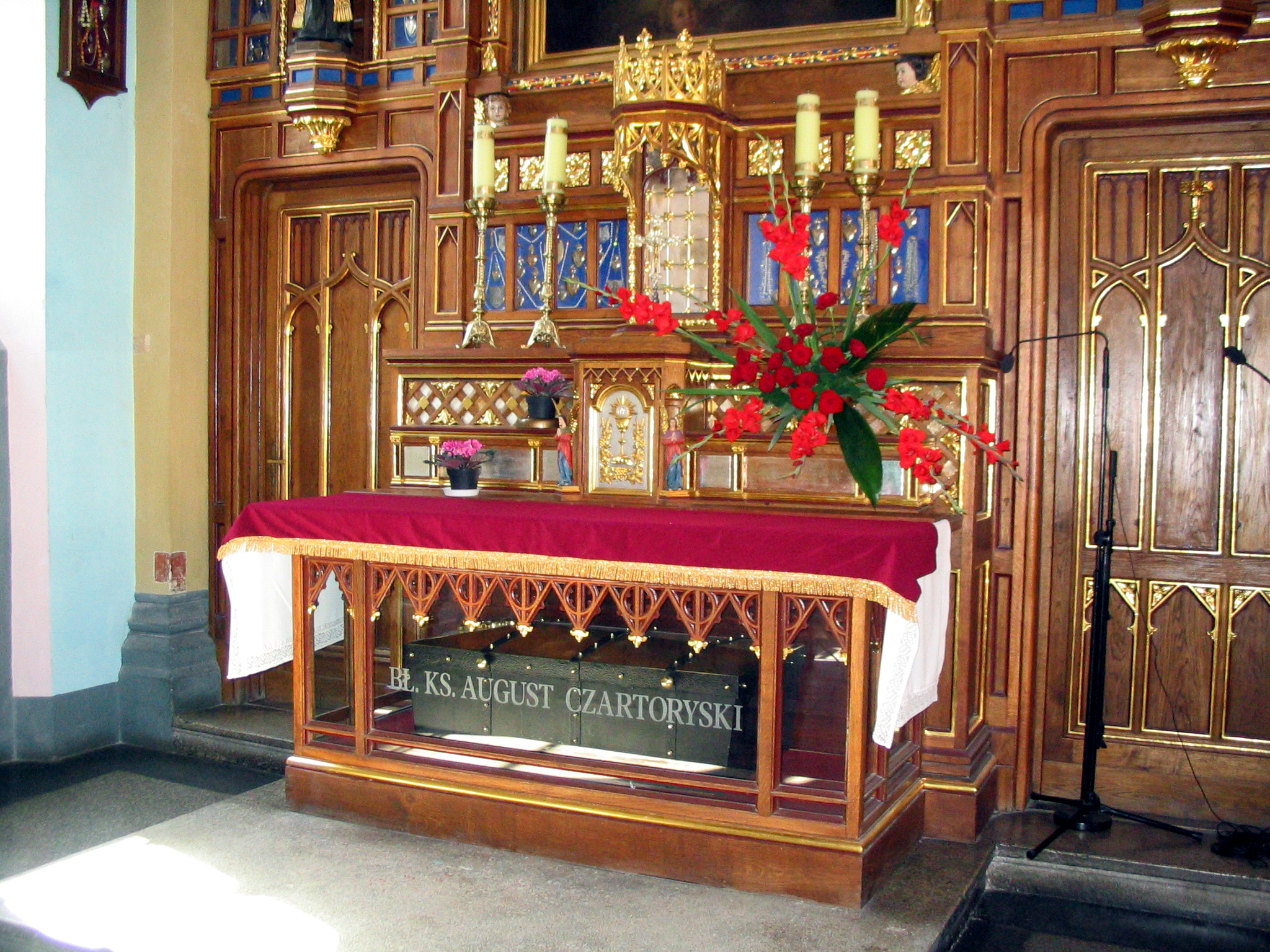
Reliques du bienheureux dans l'église salésienne de Przemyśl (Pologne)

Sa dépouille est ramenée en Pologne et ensevelie d'abord dans la crypte paroissiale de l'église de Sieniawa, où il a fait sa première communion, avant d'être transférée dans l'église salésienne de Przemyśl où elle se trouve toujours.
Une plaque commémorative est apposée en l'Église Saint-Louis-en-l'Île.

## Béatification - fête
Il est béatifié à Rome le 25 avril 2004 par le pape Jean-Paul II, qui dit de lui :

« Auguste Czartoryski, jeune prince, a élaboré une méthode efficace de discernement des desseins divins. Il présentait à Dieu dans la prière toutes les questions et les perplexités de fond, puis, dans un esprit d'obéissance, il suivait les conseils de ses guides spirituels. C'est ainsi qu'il a compris sa vocation à entreprendre une vie pauvre pour servir les plus petits. »

— Jean-Paul II, homélie, 25 avril 2004
Sa fête est fixée au 8 avril selon le Martyrologe romain.

## Sources
- Osservatore Romano, 2004, no 17, p. 1-3.
- La Documentation catholique, 2004, no 11, p. 501-503.
- Prions en Église, Éditions Bayard, no 268, p. 18.